# أوركسترا مينيسوتا

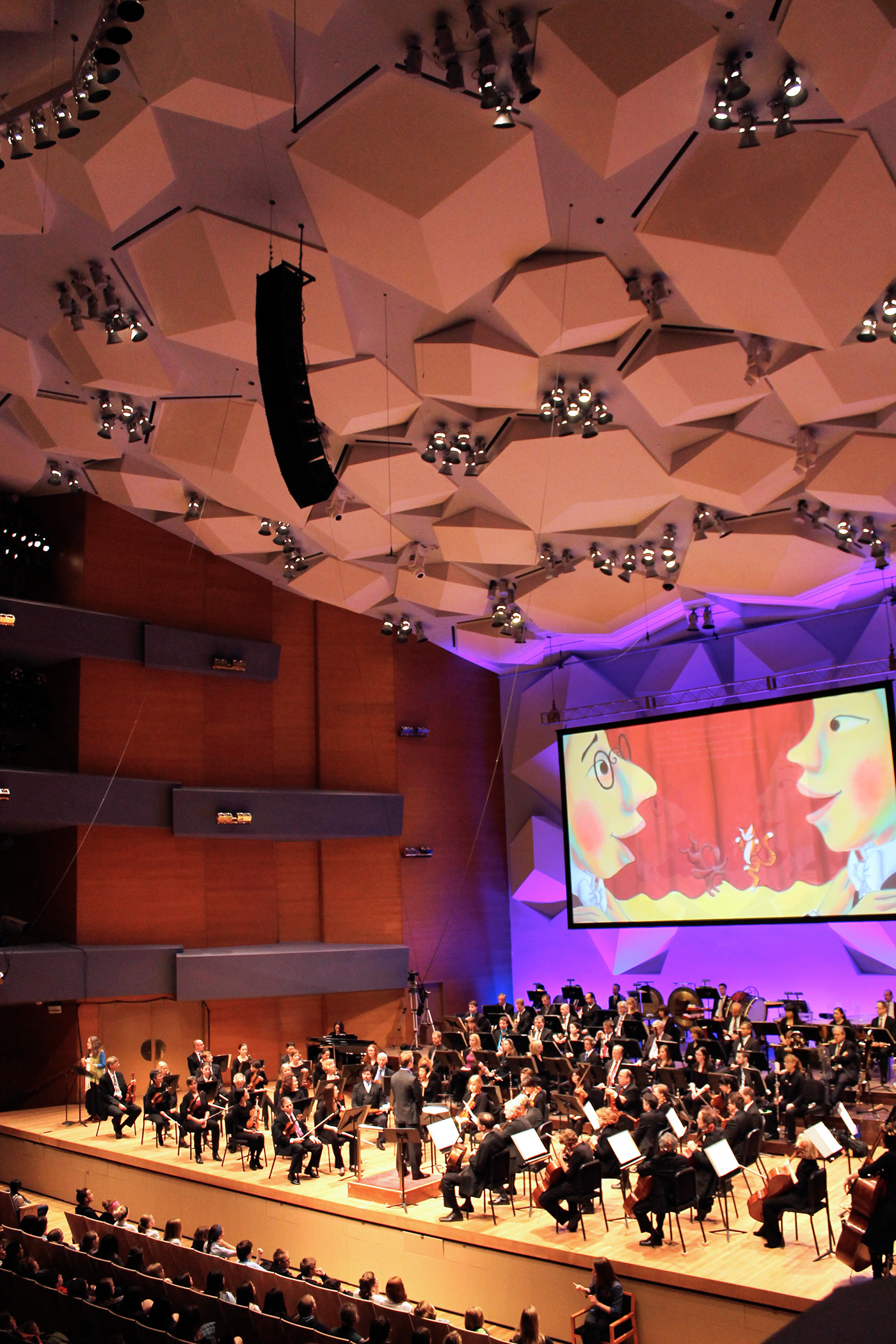
لقطة داخلية لقاعة الأوركسترا أثناء أداء لشباب بها.

أوركسترا مينيسوتا (Minnesota Orchestra) أوركسترا أمريكية مقرها في منيابولس، مينيسوتا. تأسست في الأصل باسم أوركسترا منيابولس السيمفونية في عام 1903 ، وتعزف أوركسترا مينيسوتا معظم حفلاتها الموسيقية في قاعة أوركسترا هول بمنيابولس.
1. ↑  معرف ملاح المنظمات الخيرية: 4106.
2. 1 2  وصلة مرجع: https://www.charitynavigator.org/ein/410693875. الوصول: 4 فبراير 2022.
3. 1 2 3 4 5 6  مذكور في: Nonprofit Explorer. الوصول: 1 نوفمبر 2024.
4. ↑  معرف ملاح المنظمات الخيرية: 4106. الوصول: 13 يناير 2019.
5. 1 2  معرف ملاح المنظمات الخيرية: 4106. الوصول: 4 فبراير 2022. وصلة مرجع: https://www.charitynavigator.org/ein/410693875.
6. ↑  وصلة مرجع: https://www.charitynavigator.org/index.cfm?bay=search.summary&orgid=4106&oldpage. الوصول: 29 يناير 2022.